# Platynectes undecimguttatus
Platynectes undecimguttatus är en skalbaggsart som först beskrevs av Aubé 1838.  Platynectes undecimguttatus ingår i släktet Platynectes och familjen dykare. Inga underarter finns listade i Catalogue of Life.